# Robert Stafford

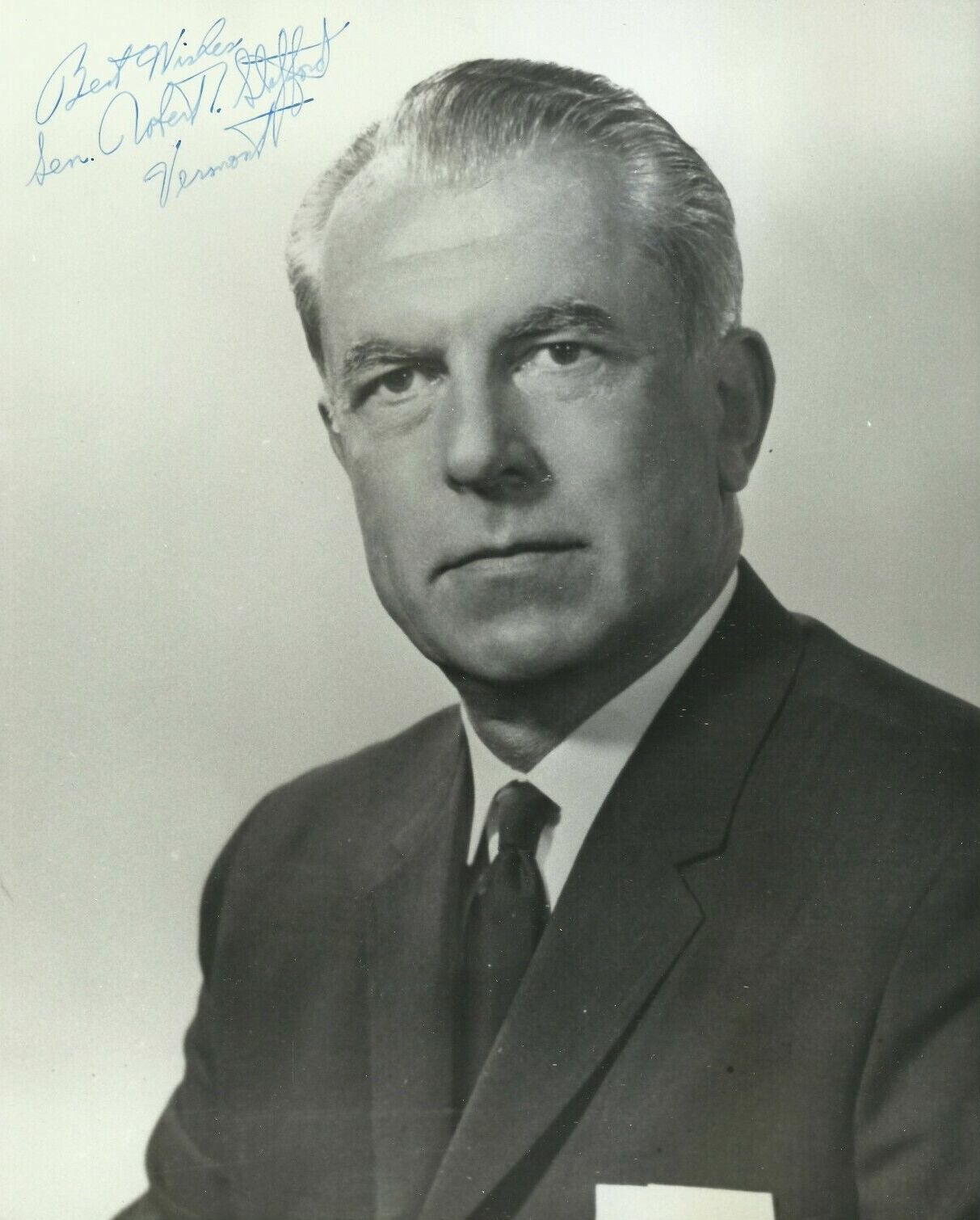
Robert Stafford

Robert Theodore Stafford (* 8. August 1913 in Rutland, Vermont; † 23. Dezember 2006 ebenda) war ein US-amerikanischer republikanischer Politiker, Gouverneur, Abgeordneter im Repräsentantenhaus sowie US-Senator aus Vermont.

## Biografie

### Studium, Zweiter Weltkrieg und Aufstieg zum Gouverneur
Nach dem Abschluss des Middlebury College 1935 absolvierte er ein Studium an der University of Michigan Law School sowie der Boston University Law School, das er 1938 mit einem akademischen Grad in Rechtswissenschaften abschloss. Unmittelbar nach seinem Studienabschluss begann er eine Laufbahn in der Lokalpolitik und war zunächst von 1938 bis 1942 Staatsanwalt (Prosecuting attorney) des Rutland County. Während des Zweiten Weltkriegs diente er von 1942 bis 1947 in der United States Navy, wo er zum Lieutenant Commander (Korvettenkapitän) aufstieg. Nach seiner Rückkehr aus dem aktiven Dienst wurde er 1947 erneut Staatsanwalt im Rutland County, ehe er zwischen 1951 und 1953 als Lieutenant Commander der Navy im Koreakrieg diente.
Nach seiner erneuten Rückkehr 1953 begann er eine politische Laufbahn im Bundesstaat Vermont: zunächst bis 1955 als stellvertretender Attorney General des Staates und danach zwischen 1955 und 1957 als Attorney General. 1957 wurde er dann zum Vizegouverneur gewählt, ehe er im Anschluss daran von 1959 bis 1961 als Nachfolger von Joseph B. Johnson selbst Gouverneur von Vermont war.

### Kongressabgeordneter und Senator
Im Anschluss an seinen schnellen Aufstieg an die Spitze des Bundesstaates wurde er bei den Wahlen zum US-Repräsentantenhauses zum Abgeordneten des einzigen Wahlkreises Vermonts gewählt. Als solcher gewann er als Mitglied der Republikanischen Partei insgesamt fünf Wahlen, so dass er von 1961 bis 1971 die Interessen des Bundesstaates im Repräsentantenhaus vertrat.
Im September 1971 verzichtete er auf sein Abgeordnetenmandat, um vorübergehend den aufgrund des Todes von Winston L. Prouty frei gewordenen Senatssitz zu besetzen. Wenige Monate später gewann er im Januar 1972 die Nachwahl für diesen Senatssitz der Klasse 1. Nach zwei erfolgreichen Wiederwahlen gehörte er dem US-Senat damit insgesamt 18 Jahre bis zu seinem Rücktritt 1989 an. Zuletzt war er zwischen 1981 und 1987 Vorsitzender des Senatsausschusses für Umwelt und öffentliche Arbeiten (United States Senate Committee on Environment and Public Works). Während seiner Zeit als Senator wurde das nach ihm benannte "Robert T. Stafford Disaster Relief and Emergency Assistance Act" verabschiedet, ein Gesetz zur Koordinierung der Hilfen bei bundesweiten Naturkatastrophen. 1988 benannte der US-Kongress in Anerkennung seiner Arbeit für die Höhere Bildung das Nationale Studentendarlehenprogramm in "Robert T. Stafford Student Loan Program".
In seiner langen politischen Laufbahn galt er innerhalb der Republikanischen Partei als moderat beziehungsweise liberal. Die größte Bekanntheit erreichte er durch seinen Einsatz für den Umweltschutz, die höhere Bildung sowie nach seinem Ausscheiden aus der aktiven Politik im Jahr 2000 wegen seiner Unterstützung für das Gleichberechtigungsgesetz von Vermont zur Legalisierung von eingetragenen Partnerschaften homosexueller Paare. Zuletzt benannte der US-Kongress 2007 ihm zu Ehren die White Rocks National Recreation Area in Robert T. Stafford White Rocks National Recreation Area um.